# Гертель, Густав Адольф
Густав Адольф Гертель (правильнее Хертель, нем. Gustav Adolf Härtel; 7 декабря 1836, Лейпциг — 28 августа 1876, Бад-Хомбург-фор-дер-Хёэ) — немецкий скрипач, дирижёр и композитор.
Окончил Лейпцигскую консерваторию, в студенческие годы играл на альте в струнном квартете Зигфрида Якоби. С 1857 г. дирижёр в Бремене, в 1863—1873 гг. в Ростоке. Затем до конца жизни руководил курортным оркестром в Бад-Хомбурге. В 1875 г. дирижировал премьерой Сюиты для фортепиано с оркестром Иоахима Раффа (солист Карл Фельтен).
Автор опер «Дезертир, или Пьемонтская пастушка» (нем. Der Deserteur, oder Die Hirtin von Piemont; Бремен, 1858) и «Карабинеры» (нем. Die Carabiniers; Шверин, 1866), музыки к драме Густава цу Путлица «Дон Хуан Австрийский», различных инструментальных сочинений, среди которых выделяется Trio burlesque для трёх скрипок в сопровождении фортепиано.